# 山崎光学研究所
株式会社山崎光学研究所（やまざきこうがくけんきゅうしょ）は、東京都日野市にあってコンゴーレンズの名で知られるレンズメーカーである。
レンズを再研磨して性能を蘇らせることで知られる新宿区の山崎光学写真レンズ研究所は戦前に山崎光学研究所から独立した企業であり、直接の関係はない。
2013年4月30日をもって業務終了した。

## 概要
- 企業名　株式会社山崎光学研究所
- 沿革　1924年（大正13年）　創業
- 所在地　東京都日野市日野1006-4